# 阿道夫·布斯凯
阿道夫·布斯凯（法語：Adolphe Bousquet，1899年8月14日—1972年3月17日），法国男子橄榄球运动员。他曾代表法国参加1920年和1924年夏季奥林匹克运动会橄榄球比赛，获得一枚银牌。